# Џон Нокс
Џон Нокс (енгл. John Knox, око 1514 — 24. новембар 1572) био је шкотски клерик и вођа протестантске реформације који је утврдио презвитеријанску деноминацију у Шкотској. Сматра се да се школовао на Универзитету Сент Андрус где је радио као свештеник. Под утицајем раних реформатора, као што је био Џорџ Вишхарт, Нокс се прикључио покрету за реформицање цркве у Шкотској. Био је умешан у догађаје који су довели до убиства кардинала Битона 1546. и интервенције регенткиње Марије од Гиза. Француски војници су га наредне године заробили и затим, 1549, по ослобођењу протерали у Енглеску.
Током боравка у Енглеској, Нокс је деловао у оквиру Англиканске цркве где се узнео до места краљевског капелана краља Едварда VI. Утицао је на уобличавање англиканског Молитвеника. У Енглеској је упознао и оженио своју прву супругу Марџери Боус. Када је на енглески престо ступила Мери I Тјудор дошло је до обнове римокатоличанства и Нокс је отишао у Женеву. Ту је упознао Жана Калвина, једног од вођа реформације, захваљујући коме је упознао протестантску теологију и презвитеријанску црквену организацију. Нокс је утврдио нови ред у оквиру црквене службе који је касније прихватила протестантска црква у Шкотској. Напустио је Женеву како би руководио енглеском црквом у Франкфурту. Међутим, у Франкфурту се није задржао услед разилажења по питањима литургије чиме су пресечене Ноксове везе са Англиканском црквом. Колекција наслеђа Универзитета у Единбургу чува копију Ноксове Литургије, коју је на шкотски галски превео Џон Карсвел. То је прва књига штампана на било ком галском језику.
По повратку у Шкотску 1559. Нокс је постао предводник реформације у савезу са протестантским племством. Осим верских, покрет је имао и политичке циљеве и, самим тим, може се посматрати и као револуција пошто је натерао на повлачење регенткињу Марију од Гиза, која је земљом управљала у име своје ћерке Мери Стјуарт. Нокс је саставио нови симбол вере и верске прописе за новоуспостављену Шкотску цркву (Кирк). Током владавине Мери Стјуарт Нокс је и даље иступао као вођа протестаната. У неколико разговора са краљицом Нокс ју је критиковао због подршке римокатоличанству. Када је краљица утамничена због наводне умешаности у убиство њеног мужа лорда Дарнлија, Нокс је отворено захтевао њено погубљење. Наставио је да проповеда и током владавине Џејмса VI све до своје смрти.

## Младост, 1505–1546
Џон Нокс је рођен негде између 1505. и 1515. године у или близу Хадингтона, градског округа Источни Лотијан. Његов отац, Вилијам Нокс, био је трговац. О његовој мајци се зна само да је њено девојачко презиме Синклер и да је умрла када је Џон Нокс био дете. Њихов најстарији син, Вилијам, је наставио посао свог оца, што је помогло Ноксовој међународној комуникацији.
Нокс се вероватно школовао у гимназији у Хадингтону. У то време, свештенство је било једини пут за оне са академским склоностима, пре него трговачко или пољопривредно опредељење. Он је наставио даље студије на Универзитету Сент Ендруз или евентуално на Универзитету у Глазгову. Студирао је код Џона Мејџора, једног од највећих учењака тог времена. Нокса је за католичког свештеника у Единбургу на Ускрс 1536. заредио Вилијам Чишолм, бискуп Данблејна.
Нокс се први пут појављује у јавним списима као свештеник и бележник 1540. Он је још увек служио у том својству све до 1543. када је себе описао као „служитеља светог олтара у епархији Сент Ендруз, бележника по апостолским овлашћењима” у јавнобележничком документу од 27. марта. Уместо да преузме парохијске дужности у парохији, постао је учитељ двојици синова Хјуа Дагласа из Лонгнидрија. Такође је подучавао сина Џона Кокберна из Ормистона. Оба ова властелина су прихватила нове религиозне идеје реформације.

## Прихватање протестантске реформације, 1546–1547
Нокс није забележио када и како је прешао у протестантску веру, али се претпоставља да су кључне формативне утицаје на Нокса извршили Патрик Хамилтон и Џорџ Вишарт. Вишарт је био реформатор који је побегао из Шкотске 1538. да би избегао казну за јерес. Прво се преселио у Енглеску, где је у Бристолу проповедао против поштовања Богородице. Он је био приморан да се јавно порекне и кажњен је у цркви Светог Николе. Затим се склонио у Немачку и Швајцарску. Док је био на континенту, превео је Прво хелветско исповедање на енглески. Он се вратио се у Шкотску 1544. године, али је време његовог повратка било неповољно. У децембру 1543, Џејмс Хамилтон, војвода од Шателроа, именовани регент за бебу Мери, краљицу Шкотске, одлучио је заједно са краљицом мајком, Маријом од Гиза и кардиналом Дејвидом Битоном да прогони протестантску секту која је заживела у Шкотској. Вишарт је путовао по Шкотској проповедајући у корист реформације, а када је стигао у Источни Лотијан, Нокс је постао један од његових најближих сарадника. Нокс је деловао као његов телохранитељ, носећи дворучни мач да би га одбранио. У децембру 1545, Вишарта је по Битоновом наређењу ухапсио гроф од Ботвела и одвео га у замак Сент Ендруз. Нокс је био присутан у ноћи Вишартовог хапшења и био је спреман да га прати у заробљеништво, али га је Вишарт убедио да то не учини рекавши: „Не, врати се својој деци и Бог те благословио. Један је довољан за жртву.“ Вишарта је касније прогонио Битонов јавни тужилац за јерес, архиђакон Џон Лаудер. Дана 1. марта 1546, он је спаљен на ломачи у присуству Битона.

## Изабрана дела
- An Epistle to the Congregation of the Castle of St Andrews; with a Brief Summary of Balnaves on Justification by Faith (1548)
- A Vindication of the Doctrine that the Sacrifice of the Mass is Idolatry (1550)
- A Godly Letter of Warning or Admonition to the Faithful in London, Newcastle, and Berwick (1554)
- Certain Questions Concerning Obedience to Lawful Magistrates with Answers by Henry Bullinger (1554)
- A Faithful Admonition to the Professors of God's Truth in England (1554)
- A Narrative of the Proceedings and Troubles of the English Congregation at Frankfurt on the Maine (1554–1555)
- A Letter to the Queen Dowager, Regent of Scotland (1556)
- A Letter of Wholesome Counsel Addressed to his Brethren in Scotland (1556)
- The Form of Prayers and Ministration of the Sacraments Used in the English Congregation at Geneva (1556)
- The first blast of the trumpet against the monstruous regiment of women (1558)
- A Letter to the Queen Dowager, Regent of Scotland: Augmented and Explained by the Author (1558)
- The Appellation from the Sentence Pronounced by the Bishops and Clergy: Addressed to the Nobility and Estates of Scotland (1558)
- A Letter Addressed to the Commonalty of Scotland (1558)
- On Predestination in Answer to the Cavillations by an Anabaptist (1560)
- The History of the Reformation in Scotland (1586–1587)

### Секундарни извори
- Farrow, Kenneth D. (2004), John Knox: Reformation Rhetoric and the Traditions of Scots Prose, 1490-1570, Oxford: Peter Lang.
- Gribben, Crawford, "John Knox, Reformation History and National Self-Fashioning", Reformation & Renaissance Review 8, no. 1 (April 2006): 48-66.
- Guy, John Alexander (2004). My Heart is My Own: The Life of Mary Queen of Scots. London: Fourth Estate. ISBN 978-1-84115-752-8.
- Kingdon, Robert M, "Calvinism and resistance theory, 1550–1580", in Burns, J.H., The Cambridge History of Political Thought 1450–1700. The Cambridge History of Political Thought 1450-1700. Cambridge: Cambridge University Press. 1995. ISBN 978-0-521-47772-7.
- Kyle, Richard G (1983). „John Knox: the Main Themes of His Thought”. Princeton Seminary Bulletin. 4 (2): 101—112..
- _____ (1984), The Mind of John Knox, Kansas: Coronado Press.
- MacGregor, Geddes (1957), The Thundering Scot, Philadelphia: The Westminster Press, OCLC 740182.
- McGladdery, C.A. (2004). "Bowes, Robert (d. 1597)". Oxford Dictionary of National Biography (online ed.). Oxford University Press. „The Oxford Dictionary of National Biography”. Oxford Dictionary of National Biography (online изд.). Oxford University Press. 2004. doi:10.1093/ref:odnb/3059. (Subscription or UK public library membership required.) (Subscription or UK public library membership required.)
- McEwen, James S. (2004), John Knox: The Faith of John Knox: The Croall lectures for 1960, Glasgow: University of Glasgow.
- Marshall, Rosalind, John Knox, Edinburgh: Birlinn. 2000.  978-1-84158-091-3.
- Park, Jae-Eun (2013). „John Knox's Doctrine of Predestination and Its Practical Application for His Ecclesiology”. Puritan Reformed Journal. 5 (2): 65—90..
- Reid, W. Stanford, Trumpeter of God, New York: Charles Scribner's Sons. 1974.  978-0-684-13782-7.
- Richardson, Douglas . Everingham, Kimball G., ed. Magna Carta Ancestry: A Study in Colonial and Medieval Families II . Salt Lake City. Richardson, Douglas (2011). Magna Carta Ancestry (2nd изд.). CreateSpace Independent Publishing Platform. ISBN 978-1-4499-6638-6.
- Ridley, Jasper (1968), John Knox, Oxford: Clarendon Press, OCLC 251907110.
- Warnicke, Retha M. (2006). Mary Queen of Scots. New York: Routledge. ISBN 978-0-415-29183-5.

### Додатни извори
- Brown, Peter Hume (1895), John Knox, London: Adam and Charles Black, OCLC 1982057.
- Innes, A. Taylor (1905), John Knox (Quarter-centenary изд.), Edinburgh: Oliphant, Anderson & Ferrier, OCLC 13323997.
- McCrie, Thomas (1850), Life of John Knox (New изд.), Edinburgh: William Blackwood and Sons, OCLC 5163286.
- Percy, Lord Eustace (1964), John Knox (2nd изд.), London: James Clarke & Co., Ltd., OCLC 1296659.
- Whitley, Elizabeth (1960), Plain Mr. Knox, London: Skeffington & Son Ltd., OCLC 2475573.